# NGC 5546
NGC 5546 (również PGC 51084 lub UGC 9148) – galaktyka eliptyczna (E), znajdująca się w gwiazdozbiorze Wolarza. Odkrył ją William Herschel 1 maja 1786 roku. Jest zaliczana do radiogalaktyk.